# Edwin Klebs
Edwin Klebs   (Königsberg, 6 de febrer de 1834 - Berna, 23 d'octubre de 1913) va ser un físic i patòleg alemany, nascut a Königsberg, Prússia. Va morir a l'edat de 79 anys de tuberculosi a Berna.
Va ser assistent de Rudolph Ludwig Karl Virchow a l'institut patològic de Berlín des de 1861 fins a 1866. És principalment conegut pel seu treball i investigacions sobre malalties infeccioses: va estudiar els bacils causants de la febre tifoide, el carboncle, les infeccions traumàtiques, els protozous del paludisme , la malària, la pancreatitis hemorràgica i el gegantisme.
En 1883 va localitzar un bacteri en lesions diftèriques, el bacteri claviforme «Corynebacterium diphtheriae», que va resultar ser la causa de la diftèria. Aquest bacteri també és conegut com el bacil de Klebs-Löffler, pel fet que aquestes observacions van ser comprovades el 1884 per Friedrich Loeffler, qui a més va poder cultivar el germen «in vitro» i reproduir en cobaies una infecció amb símptomes similars als de la malaltia humana, arribant a la conclusió que els bacils, al lloc de la infecció, són capaços de crear un factor soluble tòxic que pot ser transportat pel torrent sanguini a altres òrgans.
Una altra de les seves contribucions importants a la ciència va ser el mètode d'estudi amb talls de teixits embeguts en parafina, que juntament amb la tècnica de coloració amb hematoxilina i eosina (Bohner, 1865) i l'ús del primer micròtom de congelació (1871) constitueixen els més rellevants progressos en anatomia patològica dins de la segona meitat del segle xix.
A finals de 1895 va viatjar fins als Estats Units per fer classes de patologia al centre Rush Medical de Chicago, però va acabar tornant a Alemanya un temps més tard.
En els estudis sobre l'origen del carboncle o àntrax, Edwin Klebs va introduir l'ús de planxes de ceràmica sense esmaltar, connectades a una bomba de buit capaç d'exercir succió, amb l'objectiu de filtrar i aïllar microorganismes. Louis Pasteur empraria el mateix mètode a les seves investigacions diversos anys després.
A més de monogràfics i articles sobre les seves investigacions, Klebs va escriure dos manuals: un sobre anatomia patològica i un altre sobre patologia general. El gènere bacterià Klebsiel·la va ser anomenat així en honor al seu treball.